# 達成包裝
達成包裝集團有限公司，簡稱達成包裝集團，以及達成包裝（英語：Tat Seng Packaging Group Limited，SGX：T12）是一家新加坡制造公司。

## 历史
在1968年由盧思邦創立專門在中國內地，以及新加坡經營銷售及生產纸制包装产品设计与制造。根據資料，現時為普威集團有限公司旗下公司。主席為葉家海，總裁為盧思滿。總部位於28 Senoko Drive 
Singapore 758214。
股份在2001年9月7日於新加坡交易所主板上市。招股價為0.21新加坡元，發行股份為39,300,000股，集資額為8,300,000新加坡元。
而在2012年初，由於受到天津滨海新区申请用地限制，故此在2011年8月，曾宣布有计划和上海蕴怡包装制品建立合资企业，不進行計劃。

## 連結
- TSPG.sg （页面存档备份，存于）
- Ir.zaobao.com/tatseng[永久]